# Serhi Dotsenko
Serhi Mykolaiovych Dotsenko –en ucraniano, Сергій Миколайович Доценко– (Simferópol, URSS, 27 de julio de 1979) es un deportista ucraniano que compitió en boxeo. Participó en los Juegos Olímpicos de Sídney 2000, obteniendo una medalla de plata en el peso wélter.

## Palmarés internacional
| Juegos Olímpicos | Juegos Olímpicos   | Juegos Olímpicos | Juegos Olímpicos |
| Año              | Lugar              | Medalla          | Categoría        |
| ---------------- | ------------------ | ---------------- | ---------------- |
| 2000             | Sídney (Australia) | Medalla de plata | 67 kg            |